# Verzeichnis der Werke von Georges Bizet nach Winton Dean
Das Werkverzeichnis nach Winton Dean (WD) ist das gebräuchlichste Verzeichnis der Werke von Georges Bizet. Es wurde 1948 von Winton Dean veröffentlicht. Das WD ist ein systematisches Verzeichnis. Die einzelnen Werke sind in der jeweiligen Gruppe chronologisch sortiert.

## Verzeichnis

### Dramatische Werke (WD 1–31)
- WD 1 – La Maison du Docteur
- WD 2 – Le Docteur Miracle
- WD 3 – Parisina
- WD 4 – unbekannte Oper, entfällt
- WD 5 – Don Procopio
- WD 6 – Esmeralda
- WD 7 – Le Tonnelier de Nuremberg
- WD 8 – Don Quichotte
- WD 9 – L’Amour peintre
- WD 10 – La Maison du Docteur
- WD 11 – La Guzla de l’Émir
- WD 12 – Ivan IV
- WD 13 – Les pêcheurs de perles
- WD 14 – Nicolas Flamel
- WD 15 – La Jolie Fille de Perth
- WD 16 – Malbrough s’en va-t-en guerre (nach dem gleichnamigen Volkslied)
- WD 17 – unbekannte Oper, entfällt
- WD 18 – La Coupe du Roi de Thulé
- WD 19 – Les Templiers
- WD 20 – Noé
- WD 21 – Vercingétorix
- WD 22 – unbekannte Oper, entfällt
- WD 23 – Calendal
- WD 24 – Rama
- WD 25 – Clarissa Harlowe
- WD 26 – Griséldis
- WD 27 – Djamileh
- WD 28 – L’Arlésienne
- WD 29 – Sol-si-ré-pif-pan
- WD 30 – Don Rodrigue
- WD 31 – Carmen

### Orchesterwerke (WD 32–41)
- WD 32 – Ouvertüre in a-Moll / A-Dur
- WD 33 – Sinfonie in C-Dur
- WD 34 – Sinfonie
- WD 35 – Scherzo und Marche funèbre in f-Moll
- WD 36 – La Chase d’Ossian
- WD 37 – Sinfonie (Roma)
- WD 38 – Marche funèbre in h-Moll
- WD 39 – Petite Suite
- WD 40 – Suite zu L’Arlésienne
- WD 41 – Patrie

### Klavierwerke (WD 42–59)
- WD 42 – Vier Préludes
- WD 43 – Valse
- WD 44 – Thème brillant
- WD 45 – Caprice original Nr. 1
- WD 46 – Romances sans paroles
- WD 47 – Caprice original Nr. 2
- WD 48 – Grande Valse de concert
- WD 49 – Nocturne
- WD 50 – Trois Esquisses musicales
- WD 51 – Chasse fantastique
- WD 52 – Chants du Rhin
- WD 53 – Marine
- WD 54 – Variations chromatiques de concert
- WD 55 – Nocturne
- WD 56 – Jeux d’enfants
- WD 57 – Promenade au clair de lune
- WD 58 – Causerie sentimentale
- WD 59 – Finale von Roma

### Verschiedene Instrumentalwerke (WD 60–67)
- WD 60 – Fugen und Übungen
- WD 61 – Fuge in A-Dur über ein Thema von Halévy
- WD 62 – Fuge in a-Moll über ein Thema von Auber
- WD 63 – Fuge in f-Moll über ein Thema von Auber
- WD 64 – Fuge in G-Dur
- WD 65 – Fuge in e-Moll über ein Thema von Ambroise Thomas
- WD 66 – Fuge
- WD 67 – Duo für Fagott und Cello

### Lieder (WD 68–108)
- WD 68 – L’âme triste est pareille au doux ciel
- WD 69 – Petite Marguerite
- WD 70 – La Rose et l’abeille
- WD 70a – La Foi, l’Espérance et la Charité
- WD 71 – Petite Marguerite
- WD 72 – Adieux de l’hôtesse arabe
- WD 73 – Après l’Hiver
- WD 74 – Douce Mer
- WD 75 – Chanson d’avril
- WD 76 – À une Fleur
- WD 77 – Adieux à Suzon
- WD 78 – Sonnet
- WD 79 – Guitare
- WD 80 – Rose d’amour
- WD 81 – Le Grillon
- WD 82 – Pastorale
- WD 83 – Rêve de la bien-aimée
- WD 84 – Ma via a son secret
- WD 85 – Berceuse
- WD 86 – La Chanson du fou
- WD 87 – La Coccinelle
- WD 88 – La Sirène
- WD 89 – Le Doute
- WD 90 – L’Esprit Saint
- WD 91 – Absence
- WD 92 – Chant d’amour
- WD 93 – Tarantelle
- WD 94 – Vous ne priez pas
- WD 95 – Le Colibri
- WD 96 – Oh, quand je dors
- WD 97 – Vœu
- WD 98 – Voyage
- WD 99 – Aubade
- WD 100 – La Nuit
- WD 101 – Conte
- WD 102 – Aimons, rêvons!
- WD 103 – La Chanson de la rose
- WD 104 – Le Gascon
- WD 105 – N’oublions pas!
- WD 106 – Si vous aimez!
- WD 107 – Pastel
- WD 108 – L’Abandonnée

### Sonstige Vokalwerke (WD 109–136)
- WD 109 – Vokalise für Tenor
- WD 110 – Vokalise für zwei Soprane
- WD 111 – Chœur d’étudiants
- WD 112 – Valse
- WD 113 – L’Ange et Tobie
- WD 114 – Héloïse de Montfort
- WD 115 – Le Chevalier enchanté
- WD 116 – Herminie
- WD 117 – Le Retour de Virginie
- WD 118 – David
- WD 119 – Le Golfe de Baïa
- WD 120 – La Chanson du rouet
- WD 121 – Clovis et Clotilde
- WD 122 – Te Deum
- WD 123 – Ulysse et Circe
- WD 124 – Vasco da Gama
- WD 125 – Carmen saeculare
- WD 126 – Saint-Jean de Pathmos
- WD 127 – Chants de Pyrénées
- WD 128 – Les Noces de Prométhée
- WD 129 – Hymne
- WD 130 – Le Retour
- WD 131 – Rêvons
- WD 132 – Les Nymphes des bois
- WD 133 – La Mort s’avance
- WD 134 – Ave Maria
- WD 135 – La Fruite
- WD 136 – Geneviève de Paris